# 女子アナオアシス いいものジャングル
『女子アナオアシス いいものジャングル』（じょしアナオアシス いいものジャングル）は、山梨放送で放送されていたテレビ番組。

## 概要
2006年4月8日から2009年3月28日まで、毎週土曜日 11:35 - 11:47に放送。2006年3月まで放送されていた『ゆうひのジャングル』の後継番組。ハイビジョン制作。
水曜 - 金曜に放送されていた『もぎたて情報』と同様にお役立ち情報を紹介していた番組で、YBSの女性アナウンサーが進行役を務めていた。番組セットの一部には、前身の『ゆうひのジャングル』で使われていたものが流用されていた。

## 出演者
- 植田有紀子（ユッコ／当時YBSアナウンサー）
- 横内洋樹（ヒロ／YBSアナウンサー、インタビュー映像などに登場）
- 番組キャラクター - 2007年3月まではどちらか一方が出演していた。2007年4月以降は番組中に登場することはなく、パペット人形は番組セットの一部として2体並べて置かれていた。
  - ゴリー - ゴリラのパペット人形。
  - カエールケロ - カエルのパペット人形。

## 備考・その他
- キャラクターのゴリーとカエールケロの声は、『ゆうひのジャングル』とは別のアナウンサーが担当していた。また、機械で声を変えていなかった。性格も変更になったようである。音声はどちらも横内。微妙だが、キャラクターごとに少し違う声を出していた。
- 2006年度の山梨放送主催の関西子供探検隊には、この番組のゴリーとカエールケロ（テロップではケロ）も同行した。また、探検隊の隊長は植田（ユッコ）、副隊長は横内（ヒロ）だった。